# Last Day on Earth (The Walking Dead)
"Last Day On Earth" là tập thứ mười sáu, đồng thời cũng là tập cuối trong Phần 6 của series phim truyền hình The Walking Dead. Tập phim được phát sóng trên kênh AMC của Mỹ vào ngày 3 tháng 4 năm 2016. Khi phát sóng tại Mỹ, tập phim đã được 14,19 triệu người xem trong đó có 6,9 triệu người từ 18-49 tuổi.

## Nội dung tập
Tập phim bắt đầu bằng cảnh của Morgan, người lúc này vẫn đang đi tìm Carol. Ông tìm thấy một con ngựa giữa đồng cỏ và nhận ra nó chính là con ngựa của người mà ông với Rick gặp trước đó. Morgan leo lên người nó và cưỡi nó đi tìm Carol.
Roman, kẻ duy nhất trong nhóm những tên thuộc The Saviors bị Carol bắn còn sống, vẫn đang cầm chuỗi dây mân côi trên tay và lần theo dấu vết của cô.
Ở một nơi khác trong rừng, một người đàn ông đang chạy trốn sự truy lùng của một nhóm các thành viên The Saviors khác. Người này cuối cùng cũng bị chúng bắt lại. Simon, kẻ cầm đầu của nhóm đó nói rằng những thành viên trong nhóm người này ở thư viện đã buộc phải chết vì phá vỡ những luật lệ mà chúng đưa ra. Người đàn ông sau đó bị chúng đánh một trận nhừ tử và lôi đi.
Tại Alexandria, Carl đến kho vũ khí để lấy súng bỏ vào túi. Cậu chuẩn bị cùng bố và một vài người khác đưa Maggie tới Hilltop để vị bác sĩ tại đó xem xét tinh hình đang ngày một tệ đi của cô ấy. Theo sau Carl là Enid, người bày tỏ thái độ kiên quyết muốn được đi cùng mọi người bất chấp những lời cảnh báo của Carl rằng ngoài kia có rất nhiều nguy hiểm rình rập. Sau khi giả vờ đồng ý và bảo Enid vào lấy súng trong tủ, Carl lập tức đóng cửa lại và nhốt cô bé ở bên trong. Khi Enid nói rằng cô bé sẽ phải sống ra sao nếu như Carl không sống sót trở về, cậu liền đáp: "Hãy sống sót bằng mọi giá" ("Just survive somehow") rồi bỏ đi.
Bên ngoài, Rick đang chuẩn bị đồ đạc cùng Abraham và Sasha trước khi lên đường. Eugene và Aaron cũng thuyết phục được Rick cho đi cùng vì cho rằng họ có thể giúp sức. Gabriel tiến tới để báo cáo cho Rick biết rằng mọi phương án phòng thủ trong lúc anh vắng nhà đều đã được triển khai. "Tôi sẽ không làm anh thất vọng" - cha xứ nói và nhận lại ánh mắt đầy tin tưởng từ Rick. Trước khi Rick bước lên xe, Spencer chợt hỏi rằng nếu như quân của The Saviors tới Alexandria, liệu họ có nên thỏa thuận với chúng để tránh xảy ra giết chóc không. Rick bèn đáp lại: "Bảo chúng hãy đợi tôi về. Tôi có sẵn một thỏa thuận riêng cho chúng rồi". Lát sau, sau khi Maggie đã được đưa lên nằm trên xe, chiếc RV bắt đầu rời khỏi cộng đồng.
Morgan cưỡi ngựa tới một thị trấn bỏ hoang, nơi ông nhìn thấy Carol đang ngồi run rẩy trước trên bậc thềm của một thư viện. Gần đó là xác chết la liệt của nhóm những người bị giết bởi The Saviors trước đó. Phát hiện ra vết thương do bị dao đâm trên người Carol, Morgan nói rằng ông sẽ ở lại để giúp cô.
Trên đường đi, Rick đến ngồi bên Maggie và trấn an cô rằng họ sẽ đưa cô tới Hilltop an toàn. "Chỉ cần tất cả cùng sát cánh, chúng ta có thể làm được bất cứ điều gì" - Rick nói.
Sau khi đưa Carol vào bên trong thư viện và băng bó vết thương cho cô, Morgan nói rằng họ sẽ cùng quay trở lại Alexandria vào ngày hôm sau. Tuy nhiên, Carol từ chối lời đề nghị của ông.
Abraham giảm tốc độ xe và dừng lại khi thấy nhóm các thành viên The Saviors cầm đầu bởi Simon đang đứng chặn giữa đường. Cả người đàn ông lúc nãy bị chúng đánh cũng đang nằm bất động dưới đất. Ngoại trừ Maggie, Rick cùng tất cả những người khác bước ra khỏi xe và đứng đối mặt với chúng. Simon yêu cầu nhóm Rick phải giao nạp tất cả những gì họ có. "Bọn tao có thể sẽ phải giết một người trong số bọn mày. Là vậy đấy. Nhưng sau đó chúng ta có thể bắt đầu bước sang giai đoạn làm việc cùng nhau." - hắn nói. Tuy nhiên, Rick từ chối và đáp lại rằng lẽ ra chính chúng phải giao nạp tất cả những gì chúng có để nhóm anh không phải ra tay giết thêm ai trong số chúng nữa. Rick tuyên bố rằng nhóm anh sẽ lùi xe và đi con đường khác. Nhưng trước khi bước lên xe, Rick quay sang hỏi hắn rằng: "Mày muốn ngày hôm nay là ngày cuối cùng mà mày tồn tại trên Trái Đất chứ?". Simon bèn đáp lại: "Thế nếu hôm nay là ngày cuối cùng trên Trái Đất của mày? Của ai đó mà mày yêu thương thì sao? Có lẽ mày nên đối xử tốt với những người đi cùng mày trong xe. Bởi chẳng ai biết trước được gì cả đâu".
Sau khi lùi xe lại và rời khỏi, nhóm Rick tạm dừng xe để mở bản đồ tìm ngã rẽ khác. Họ quyết định đi theo hướng mà Eugene gợi ý vì con đường này có tầm nhìn tốt xung quanh.
Ở thư viện, Carol giải thích với Morgan rằng chính vì quan tâm đến những thành viên trong nhóm nên cô đã buộc phải ra tay giết người vì họ. "Nếu ông không muốn giết chóc, hoặc nếu ông không thể, thì ông phải tránh xa mọi người. Ông không thể đạt được cả hai." - Carol nói và đề nghị Morgan về nhà, để cô lại một mình. Ngay cả khi cô chĩa súng vào người ông, Morgan vẫn từ chối lời yêu cầu của Carol.
Trên đường đi, vừa lái xe, Abraham vừa quay sang hỏi Sasha rằng liệu cô có muốn làm việc mà Glenn và Maggie đã làm - tạo nên một sinh linh mới trong thế giới này không. Sasha nhìn anh và mỉm cười. Liền sau đó, họ phát hiện ra một nhóm The Saviors khác lại đang đứng chặn phía trước, và nhóm này thậm chí còn đông hơn nhóm vừa nãy. Nhận thấy sự chênh lệch rõ ràng của quân số hai phe, Rick chọn giải pháp an toàn bằng cách bảo Abraham lùi xe lại và tiếp tục tìm đường đi khác.
Ra phía ngoài khuôn viên thư viện và nhìn thấy một xác sống đang bị treo cổ trên một chiếc cột, Morgan leo lên đâm chết nó và cắt dây thòng. Quay trở vào trong và phát hiện ra Carol đã bỏ đi trong lúc mình không để ý, ông vội vàng leo lên ngựa và đuổi theo cô.
Chọn một ngã rẽ khác và đi tiếp, nhóm Rick lại gặp phải vật cản giữa đường. Nhưng lần này không phải là người mà là xác sống, hàng loạt những xác sống đang bị xích lại với nhau. Mọi người cùng xuống xe để xem xét cách vượt qua chúng. Eugene cho rằng để tạo nên một chướng ngại vật cầu kỳ thế này đòi hỏi phải có rất nhiều người, trong khi Aaron và Sasha nhận thấy một lọn tóc của Michonne và mũi tên của Daryl trên người hai con walker. Khi Rick đang định giết đám xác sống để mở đường đi, một vài thành viên The Saviors đang nấp ở hai bên đường đồng loạt khai hỏa về phía họ. Vừa tránh đạn, nhóm vừa giết được đám walker kia rồi cùng vội vàng quay trở lại xe và phóng tiếp.
Đi được thêm một đoạn, Rick nhận ra rằng những kẻ lúc nãy chỉ bắn xuống dưới chân họ chứ không chủ ý muốn giết. "Chúng muốn ta đi theo hướng này" - anh nói. Khi Aaron vừa báo cho Rick biết rằng Maggie đang sốt nặng, Abraham cũng gọi anh lên đầu xe để nhìn thấy ở phía trước, lại đang có một số lượng đông đảo khoảng 40 thành viên The Saviors đang đứng giữa đường. Một lần nữa, Rick bảo Abraham quay xe lại. Anh đến ngồi cạnh Maggie để xem tình hình cô như thế nào. "Tôi tin tưởng anh, Rick à" - Maggie đáp lại dù đang lộ rõ vẻ suy kiệt.
Đến được một thị trấn bỏ hoang khác, Morgan nhìn thấy chuỗi dây mân côi của Carol dưới đất, cạnh một xác sống vừa bị giết chưa lâu. Cho rằng đó là Carol, ông liền lần theo dấu vết thấy được. Cùng lúc đó, Roman cuối cùng cũng đã gặp được Carol. Hắn bắn vào tay cô, khiến cô ngã xuống đất và bảo rằng muốn nhìn thấy cái chết đến với cô thật chậm rãi, giống như Jiro bạn hắn đã phải chịu đựng, và giống như hắn cũng chuẩn bị phải trải qua với vết thương nặng sau lưng. Carol liền bật cười trong đau đớn và nói rằng cô rất sẵn lòng được chết. Tiếp tục bị Roman bắn thêm phát nữa vào chân, thấy hắn bỏ đi, Carol nói tiếp: "Nếu mày không giết tao, tao sẽ vẫn chưa chết đâu. Mày là người quyết định. Thế giới này không quyết định, mà là mày. Mày không thể bỏ đi mà vẫn đạt được điều mày muốn đâu". Nghe vậy, Roman quay trở lại và định bắn kết liễu Carol. Tuy nhiên, Morgan tới nơi kịp lúc và khuyên hắn nên ngừng lại. Khi thấy hắn vẫn quyết định làm tới, Morgan dùng khẩu súng Rick đưa bắn liên tục vào người Roman, với phát đạn cuối cùng vào đầu và giết chết hắn. Carol cầu xin Morgan hãy cứ để mặc cho cô chết, nhưng Morgan từ chối và đáp rằng: "Cô sẽ quay trở lại sau sự việc này". Có hai người đàn ông bất ngờ xuất hiện, một trong hai người đó chính là người đi tìm ngựa mà Morgan và Rick đã gặp. Morgan bắt tay với người đó và nhận được lời đề nghị giúp đỡ từ anh ta như để trả ơn ông đã tìm thấy con ngựa giúp mình.
Nhóm của Rick lại một lần nữa đứng trước đường cụt khi lần này nó bị chặn lại bởi một bức tường khổng lồ làm từ những thân cây gỗ chồng lên nhau. Eugene kết luận rằng hội The Saviors không chỉ có rất nhiều người mà còn có thể có những loại xe, máy móc giúp chúng làm được việc này. Trong lúc mọi người còn đang suy tính, người đàn ông lúc nãy bị hội The Saviors bắt được bị thả treo cổ từ một cây cầu gần đó. Aaron định thử dùng súng bắn đứt dây thòng để cứu anh ta, nhưng Rick đã cản lại và nói rằng họ cần phải tiết kiệm đạn. Sau khi người kia đã tắt thở, một đám lửa lớn bùng lên từ đám thân cây. Giọng nói của Simon từ đâu đó vang lên, hỏi rằng Rick đã chuẩn bị sẵn tinh thần cho "ngày cuối cùng trên Trái Đất" của một thành viên trong nhóm chưa. Cảm thấy hoang mang, cả nhóm leo trở lại lên xe và vòng ngược trở lại.
Dừng xe bên đường để bàn bạc, Eugene chợt nảy ra ý kiến rằng hội The Saviors chắc sẽ không nghĩ rằng nhóm của họ có thể xuống xe và đi bộ. Trời lúc này đã tối, và cả nhóm quyết định làm theo kế hoạch mới: Eugene sẽ là người một mình cầm lái và tiếp tục đưa xe đi theo những hướng còn lại, làm cho hội The Saviors tin rằng nhóm Rick vẫn đang chơi trò "mèo vờn chuột" của chúng; trong khi những người còn lại xuống đi bộ và đưa Maggie tới Hilltop. Trước khi lên đường, Eugene đưa cho Rick công thức chế tạo đạn và nói rằng Abraham có thể dẫn mọi người tới nhà máy sản xuất trong trường hợp anh ấy hy sinh. Rick mỉm cười nhận tờ giấy và nói rằng họ thật may mắn khi có Eugene đi cùng. Abraham đến và nói với Eugene rằng: "Tôi đã lầm. Anh đúng là một người sống sót". Hai người họ trao cho nhau cái ôm đồng chí thật chặt để từ biệt. Mọi người đặt Maggie lên một chiếc cáng và bắt đầu tiến vào trong rừng, còn Eugene leo lên xe và rời khỏi.
Sau một hồi đi giữa rừng, nhóm Rick đột nhiên nghe thấy tiếng huýt sao vang lên từ nhiều hướng. Họ nhận ra rằng mình đang bị bao vây bởi quân The Saviors. Dù đã cố chạy thật nhanh, cuối cùng họ đã rơi vào ngõ cụt khi bị chặn đường bởi hàng trăm quân địch bên phe chúng. Rick nhận ra rằng Eugene cũng đã bị chúng bắt lại. Simon đi đến ra lệnh cho nhóm anh phải giao nạp vũ khí và quỳ xuống. Glenn, Daryl (đang bị thương), Michonne và Rosita cũng bị Dwight giải đến và bắt quỳ cùng.
Lúc này, bước ra từ chiếc RV, thủ lĩnh của The Saviors mới chính thức lần đầu lộ diện. Hắn cầm cây gậy bóng chày bọc dây kẽm gai tiến đến và giới thiệu với Rick: "Chào, tao là Negan". Negan nói rằng kể từ giờ cộng đồng của Rick sẽ phải làm việc cho hắn và cống nạp cho The Saviors một nửa của tất cả những gì họ có. Tuy nhiên, hắn cho rằng sẽ phải đập chết một người trong nhóm Rick để trừng phạt cho việc họ đã giết quá nhiều quân bên hắn. "Đây là Lucille. Và nó rất tuyệt." - Negan nói rồi chỉ vào cây gậy bóng chày của mình.
Nhìn thấy Maggie lộ rõ vẻ mệt mỏi, Negan đi đến trước cô và đùa cợt rằng có lẽ hắn nên giết cô để giải thoát cho cô khỏi sự "đau đớn" này. Lo sợ cho vợ, Glenn bèn lao về phía Maggie nhưng ngay lập tức bị các thành viên The Saviors khống chế. Negan liền cảnh cáo rằng Glenn là trường hợp đầu tiên và cũng là duy nhất rời khỏi chỗ đang quỳ. Nếu còn thành viên nào trong nhóm Rick cả gan làm vậy, hắn chắc chắn sẽ không tha thứ.
Sau một hồi cân nhắc đối tượng để giết nhưng không tìm được ai thích hợp, Negan quyết định sẽ lựa chọn một cách ngẫu nhiên bằng cách đọc bài đồng dao "Eeny-meeny-miny-moe". Với từng từ trong bài đồng dao, hắn sẽ chỉ lần lượt vào một thành viên của nhóm Rick. Khi đến từ cuối cùng, hắn chỉ vào một người đang nhìn hắn (góc nhìn của phim được chuyển sang góc nhìn của người đó) và nói "Chính là mày". Negan cảnh báo rằng không ai trong nhóm Rick được cử động hay nói gì, nếu không sẽ móc con mắt còn lại của Carl cho Rick ăn. "Bọn mày có thể thở, có thể nhấp nháy mắt, có thể khóc. Chà, dĩ nhiên là bọn mày sẽ như vậy" - Negan nói rồi cầm Lucille giáng một cú đập thật mạnh vào đầu của nạn nhân mà hắn lựa chọn. Máu từ trên đầu người đó bắt đầu chảy xuống, nhưng Negan cười khoái trá và nói thêm: "Nhìn kìa, mày đón nhận cú đập này như một nhà vô địch vậy". Hắn tiếp tục đập vào đầu người đó 7 phát liên tiếp trước sự kinh hãi của những người xung quanh, cho đến khi phần đầu của người kia nát bét.

## Diễn viên

### Diễn viên chính
- Andrew Lincoln vai Rick Grimes
- Norman Reedus vai Daryl Dixon
- Steven Yeun vai Glenn Rhee
- Lauren Cohan vai Maggie Greene
- Chandler Riggs vai Carl Grimes
- Danai Gurira vai Michonne
- Melissa McBride vai Carol Peletier
- Michael Cudlitz vai Abraham Ford
- Lennie James vai Morgan Jones
- Sonequa Martin-Green vai Sasha Williams
- Josh McDermitt vai Eugene Porter
- Christian Serratos vai Rosita Espinosa
- Alanna Masterson vai Tara Chambler*
- Seth Gilliam vai Gabriel Stokes
- Ross Marquand vai Aaron
- Austin Nichols vai Spencer Monroe

### Diễn viên định kỳ
- Austin Amelio vai Dwight
- Steven Ogg vai Simon
- Katelyn Nacon vai Enid
- Stuart Greer vai Roman
- Kenric Green vai Scott

### Khách mời đặc biệt
- Jeffrey Dean Morgan vai Negan

*Không xuất hiện trong tập này

### Các diễn viên phụ khác
- Dahlia Legault vai Francine
- Daniel Newman vai Daniel
- (Không rõ) vai Colton
- Kevin Patrick Murphy vai Người đàn ông

## Cái chết trong tập
- Roman
- Người đàn ông không rõ tên
- Một thành viên của nhóm Rick

## Đánh giá
"Last Day On Earth" vấp phải hàng loạt những phản ứng trái chiều từ giới phê bình. Mặc dù sự xuất hiện lần đầu của nhân vật Negan và diễn xuất của Jeffrey Dean Morgan được đánh giá cao, hầu hết những lời chỉ trích đều dành cho cảnh kết lửng cuối tập phim, khi mà đoàn làm phim đã giấu đi danh tính của nạn nhân chết dưới tay Negan. Trên trang Rotten Tomatoes, chỉ có 47% trong số 30 bài đánh giá về "Last Day On Earth" là theo hướng tích cực. Nhận xét ngắn gọn của trang này là: "Mặc dù diễn xuất của Jeffrey Dean Morgan trong vai Negan rất xuất sắc, tập "Last Day On Earth" với cốt truyện lê thê và cái kết lửng của nó đã khiến đây là một tập khép lại mùa phim đầy thất vọng".
Mặc dù cho tập phim điểm 7.3 trên 10, Matt Fowler từ trang IGN cũng bày tỏ sự thất vọng về cảnh cuối tập và cho rằng nó đã không làm thỏa mãn những gì khán giả mong chờ. Anh cho rằng The Walking Dead đang ngày dần lạm dụng quá đà những cái kết lửng. Zack Handlen từ trang The A.V. Club lần đầu tiên cho một tập phim của The Walking Dead điểm thấp nhất là C (trên thang điểm từ F tới A). Todd VanDerWerff của trang Vox gọi đây là "tập phim tệ nhất của The Walking Dead từ trước tới nay".
Về phản ứng của khán giả, theo thống kê của mạng xã hội Twitter vào thời điểm kể từ sau khi "Last Day On Earth" lên sóng thì 70% chia sẻ của khán giả về tập này đeo theo chiều hướng tiêu cực. Một số người hâm mộ giận dữ thậm chí đã kêu gọi nhau đặt hashtag #fireGimple (đuổi việc Scott Gimple) trong những dòng trạng thái của họ để đề nghị nhà đài AMC đuổi việc showrunner ở thời điểm đó của phim.
Nhận thấy rõ được phản ứng từ cả khán giả lẫn giới phê bình, cả Gimple và Robert Kirkman đều đã thừa nhận điều này và cố giải thích ý định thực sự của họ không phải là "câu" người xem quay trở lại trong Phần 7 mà chỉ muốn mọi người có đề tài để bàn luận trong quãng thời gian chờ phim trở lại. Mặc dù không bày tỏ sự hối tiếc khi tập phim nhận phải những phản hồi tiêu cực, hai thành viên chủ chốt của đoàn làm phim đều hứa sẽ bù đắp lại cho khán giả trong sự quay trở lại của Phần 7.

## Bên lề
- Lần xuất hiện đầu tiên của: Simon, Colton, Keno, Negan.
- Tên của tập phim - "Last Day On Earth" đến từ lời nói của Rick với Simon và đồng thời cũng là lời đáp lại của hắn rằng: "Mày có muốn hôm nay là ngày cuối cùng mà (bạn của) mày tồn tại trên Trái Đất không?". Câu nói này đã được chứng minh khi có một nhân vật chính thuộc nhóm Rick ra đi trong những giây cuối tập.
- Tập phim này được dựa trên Chương 100 của truyện tranh The Walking Dead.
- Tập phim đánh dấu lần xuất hiện thứ 50 trong phim của nữ diễn viên Danai Gurira và nhân vật Michonne do cô thủ vai.
- Alanna Masterson (Tara Chambler) đã không xuất hiện trong tập phim này. Đây là lần đầu tiên một nhân vật chính không xuất hiện trong tập cuối mùa phim.
  - Masterson buộc phải vắng mặt do vào thời điểm này nữ diễn viên đang mang thai và sắp sinh em bé. Cô đã không xuất hiện trong 4 tập liên tiếp kể từ lần cuối được nhì thấy trong tập "Not Tomorrow Yet".
- Đây là tập cuối thứ hai của một mùa phim có thời lượng phát sóng trên truyền hình là 90 phút (bao gồm cả quảng cáo) kể từ sau tập cuối Phần 5 "Conquer".
  - Đây cũng là tập phim thứ 6 trong toàn bộ series có độ dài tập như trên.
  - Điều này cũng đồng nghĩa với việc Phần 6 của The Walking Dead là phần đầu tiên và duy nhất có tới 3 tập phim có thời lượng phát sóng 90 phút là: "First Time Again", "Here's Not Here" và "Last Day On Earth".
- Tên của tập này từng được dự định là "Something To Fear" (cùng tên với tập truyện tranh mà Negan lần đầu xuất hiện) trước khi bị đổi lại thành như hiện tại.
- Lennie James cảm thấy rất hào hứng khi biết trong tập này nhân vật Morgan của ông sẽ được đóng cảnh cưỡi ngựa đi tìm Carol. "Tôi vẫn luôn muốn được một lần cưỡi ngựa. Ở quê nhà miền nam London của tôi không có nhiều ngựa cho lắm" - nam diễn viên chia sẻ.
- Diện tích chật chội bên trong chiếc RV không cho phép các thành viên của đoàn làm phim bước vào bên trong và mang theo đạo cụ. Do đó, một số máy quay phụ đã được gắn vào xe để quay lại những phân cảnh quan trọng trong tập.
- Một trong những chướng ngại vật mà nhóm Rick gặp phải trên đường - bức tường khổng lồ làm từ những thân cây gỗ là một thành quả được thực hiện kỹ lưỡng bởi đoàn làm phim. Những đốm lửa tại đây đã được chuẩn bị sao cho chúng có thể được dập tắt và nhóm trở lại nhiều lần.

## Lỗi phim
- Trong cảnh cuối cùng của tập khi Negan đập chết một thành viên của nhóm Rick, không hề có gì được nhìn thấy đằng sau hắn ngoài cây cối dù lúc đó có rất nhiều thành viên The Saviors và xe cộ xung quanh. Mặc dù vậy, có thể là đoàn làm phim đã cố tình làm vậy để khiến khán giả không thể suy đoán ra nạn nhân của Negan là ai.
- Trong cảnh mà Negan đang nói với Rick rằng: "Vậy nên nếu có ai đó đến gõ cửa nhà mày, mày phải cho bọn tao vào, vì bọn tao sở hữu cánh cửa đó", hắn bước một vài bước về bên trái và đứng phía trước Daryl. Tuy nhiên liền sau đó, khi Negan tiếp tục nói những câu còn lại, hắn đã bất ngờ quay trở lại đứng trước mặt Rick.